# 27425 Bakker
27425 Bakker è un asteroide della fascia principale. Scoperto nel 2000, presenta un'orbita caratterizzata da un semiasse maggiore pari a 2,3126158 au e da un'eccentricità di 0,1071594, inclinata di 6,68085° rispetto all'eclittica.
L'asteroide è dedicato al paleontologo statunitense Robert Bakker.